# Good Morning, Miss Bliss
Good Morning, Miss Bliss  è una serie televisiva statunitense composta da 13 episodi trasmessi per la prima volta nel corso di una sola stagione dal 1988 al 1989. È la serie televisiva che darà origine a Bayside School (Saved by the Bell) andata in onda dal 1989 al 1994. Il primo episodio regolare, trasmesso il 30 novembre 1988, fu preceduto da un episodio pilot trasmesso l'11 luglio 1987.

## Trama
La serie è incentrata sulla vita dell'insegnante Miss Carrie Bliss (Hayley Mills) della scuola John F. Kennedy Junior High di Indianapolis e sul suo rapporto con gli studenti, dai quali spesso riceve appoggio morale. Tra gli studenti sono presenti Zack Morris, Lisa Turtle e Samuel "Screech" Power,  che saranno fra i protagonisti della serie Bayside School: 
La serie fu poi cancellata dopo 13 episodi e i diritti furono acquistati dalla NBC che cambiò il format dando il via a Saved by the Bell. La serie fu integrata nelle puntate trasmesse in syndication di Saved by the Bell; questi tredici episodi furono introdotti da Mark-Paul Gosselaar, il quale spiegava che essi erano ambientati un po' di tempo prima rispetto al resto della serie.

## Personaggi
- Miss Carrie Bliss (14 episodi, 1987-1989), interpretato da Hayley Mills.
- Zack Morris (13 episodi, 1988-1989), interpretato da Mark-Paul Gosselaar.
- Mr. Richard Belding (13 episodi, 1988-1989), interpretato da Dennis Haskins.
- Ms. Tina Paladrino (13 episodi, 1988-1989), interpretato da Joan Ryan.
- Lisa Turtle (13 episodi, 1988-1989), interpretato da Lark Voorhies.
- Samuel 'Screech' Powers (13 episodi, 1988-1989), interpretato da Dustin Diamond.
- Nikki Coleman (13 episodi, 1988-1989), interpretato da Heather Hopper.
- Mikey Gonzalez (13 episodi, 1988-1989), interpretato da Max Battimo.
- Milo Williams (13 episodi, 1988-1989), interpretato da T.K. Carter.
- dottor Atwater (2 episodi, 1989), interpretato da Martina Finch.

## Produzione
La serie, ideata da Sam Bobrick, fu prodotta da Peter Engel Productions, Buena Vista Television e Walt Disney Productions e girata negli studios della Columbia/Sunset Gower a Los Angeles in California. Le musiche furono composte da Charles Fox (tema musicale: These are the Best of Times).

### Registi
Tra i registi della serie sono accreditati:
- Burt Brinckerhoff (5 episodi, 1988-1989)
- Gary Shimokawa (5 episodi, 1988-1989)

## Distribuzione
La serie fu trasmessa negli Stati Uniti dal 1988 al 1989 sulla rete televisiva Disney Channel. In Italia è stata trasmessa nell'estate 1990 su RaiUno con il titolo Good Morning, Miss Bliss.
Alcune delle uscite internazionali sono state:
- negli Stati Uniti il 18 marzo 1989  (Good Morning, Miss Bliss o Saved by the Bell)
- in Francia (Bonjour, Miss Bliss)
- in Italia (Good Morning, Miss Bliss)
- in Polonia (Dzień dobry, panno Bliss)

## Episodi
| Stagione       | Episodi | Prima TV USA |
| -------------- | ------- | ------------ |
| Prima stagione | 13      | 1988-1989    |